# Achille Locatelli

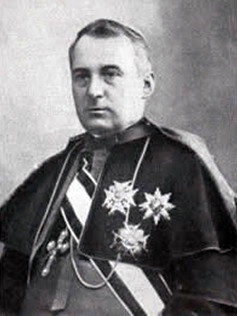
Erzbischof Achille Locatelli als Nuntius in Portugal (1920)

Achille Kardinal Locatelli (* 15. März 1856 in Seregno, Provinz Monza und Brianza, Italien; † 5. April 1935 in Rom) war ein vatikanischer Diplomat.

## Leben
Achille Locatelli studierte am Priesterseminar Monza und am Päpstlichen Römischen Priesterseminar die Fächer Katholische Theologie und Philosophie und empfing am 23. Dezember 1879 in Mailand das Sakrament der Priesterweihe. Anschließend setzte er bis 1883 seine Studien an der Päpstlichen Diplomatenakademie fort. 1886 wurde Locatelli Mitarbeiter der Apostolischen Nuntiatur im Königreich Bayern, was er bis 1887 blieb. Weitere Stationen seiner diplomatischen Laufbahn waren bis 1899 Belgien, Frankreich und Österreich. Von 1899 bis 1904 arbeitete er in der Abteilung für besondere kirchliche Angelegenheiten des Staatssekretariates. Im Jahre 1905 wirkte er kurzzeitig in der Apostolischen Nuntiatur der Niederlande und reiste als Päpstlicher Sondergesandter zu den Hochzeitsfeierlichkeiten des spanischen Königs Alfons XIII.
Am 6. Dezember 1906 ernannte ihn Papst Pius X. zum Titularerzbischof von Thessalonica und zum Apostolischen Internuntius in Argentinien, Paraguay und Uruguay. Die Bischofsweihe empfing er am 27. Dezember desselben Jahres durch Kardinal Rafael Merry del Val y Zulueta. Ab 1916 wirkte Locatelli in den Benelux-Ländern als Nuntius. Am 13. Juli 1918 ernannte ihn Papst Benedikt XV. zum Apostolischen Nuntius in Portugal. Papst Pius XI. nahm ihn im Konsistorium vom 11. Dezember 1922 als Kardinalpriester mit der Titelkirche San Bernardo alle Terme in das Kardinalskollegium auf. Von 1929 bis 1930 und 1933 bis 1935, wenige Tage vor seinem Tod, war er Kämmerer des Heiligen Kardinalskollegiums. Achille Locatelli starb am 5. April 1935 an einer Lungenentzündung und wurde in Seregno bestattet.